# Run to the Hills
«Run to the Hills» (en español, "Corre a las colinas") es una canción y sencillo de la banda británica de heavy metal Iron Maiden para el álbum The Number of the Beast, editado el 29 de marzo de 1982 y escrita por Steve Harris.

## Historia
En la canción se toma el tema de la conquista de los indígenas americanos por parte de los ingleses, siendo una de las canciones más populares del grupo y una de las más representativas del álbum The Number of the Beast. El solo de guitarra del tema es interpretado por Dave Murray.
Fue lanzada como sencillo el 12 de febrero de 1982, como preludio del álbum. Este sería el primer sencillo de la banda con su nuevo vocalista, Bruce Dickinson. La cara B contiene una canción llamada "Total Eclipse" que no fue incluida en la edición original del álbum, pero sí en la versión de 1998.
"Run to the Hills" fue incluida 27ª del escalafón "40 greatest metal songs" hecho por VH1.

## Lista de canciones

### Sencillo 1982
1. «Run to the Hills» (Harris)
2. «Total Eclipse» (Harris/Murray/Burr)

### Sencillo en directo 1985
1. «Run to the Hills» (Harris)
2. «Phantom of the Opera» (Harris)
3. «Losfer Words» (Big 'Orra) (Harris)

### Sencillo en directo 2002
Primera parte
1. «Run to the Hills»
2. «22 Acacia Avenue» (Harris/Smith)
3. «The Prisoner» (Smith/Harris)
4. «Run to the Hills» (Camp Chaos video) (Harris)

Segunda parte
1. «Run to the Hills» (en directo) (Harris)
2. «Children of the Damned» (en directo) (Harris/Smith)
3. «Total Eclipse» (en directo) (Harris/Murray/Burr)
4. «Run to the Hills» (video en directo)

## Posición en listas
| Sencillo 1982 | Sencillo 1982 | Sencillo 1982 |
| Lista         | Posición      | Referencia    |
| ------------- | ------------- | ------------- |
| Finlandia     | 5             | enlace        |
| Francia       | 73            | enlace        |
| Italia        | 6             | enlace        |
| Noruega       | 15            | enlace        |
| Reino Unido   | 7             | enlace        |

| Sencillo 1985 (en directo) | Sencillo 1985 (en directo) | Sencillo 1985 (en directo) |
| Lista                      | Posición                   | Referencia                 |
| -------------------------- | -------------------------- | -------------------------- |
| Reino Unido                | 26                         | enlace                     |

| Sencillo 2002 (en directo) | Sencillo 2002 (en directo) | Sencillo 2002 (en directo) |
| Lista                      | Posición                   | Referencia                 |
| -------------------------- | -------------------------- | -------------------------- |
| Países Bajos               | 60                         | enlace                     |
| Reino Unido                | 9                          | enlace                     |
| Suecia                     | 28                         | enlace                     |
| Suiza                      | 75                         | enlace                     |